# Schachprogramm
|   | a | b | c | d | e | f | g | h |   |
| 8 |   |   |   |   |   |   |   |   | 8 |
| 7 |   |   |   |   |   |   |   |   | 7 |
| 6 |   |   |   |   |   |   |   |   | 6 |
| 5 |   |   |   |   |   |   |   |   | 5 |
| 4 |   |   |   |   |   |   |   |   | 4 |
| 3 |   |   |   |   |   |   |   |   | 3 |
| 2 |   |   |   |   |   |   |   |   | 2 |
| 1 |   |   |   |   |   |   |   |   | 1 |
|   | a | b | c | d | e | f | g | h |   |

Zweidimensionales Schachbrett, wie es viele Schach-Frontends auf dem Bildschirm ausgeben
Ein Schachprogramm ist ein Computerprogramm, das in der Lage ist, Schach zu spielen. Nach den kommerziellen Anfängen in den 1970er-Jahren, in denen erste zum Schachspielen speziell angefertigte Schachcomputer im Handel angeboten wurden, läuft es inzwischen zumeist auf handelsüblichen Computern (PCs) oder auf diversen Mobilgeräten wie beispielsweise den allgegenwärtigen Handys. Die Entwicklung von Schachprogrammen ist eine Disziplin des Computerschachs.
Während bei früheren Schachprogrammen die gesamte Funktionalität in einem Programm vereint war, besteht moderne Schachsoftware in der Regel aus zwei Teilen: der sogenannten Engine, der „Maschine“, das die vom Computer gespielten Züge berechnet, und dem Schach-Frontend, der „Oberfläche“, das deren Darstellung und die Benutzerinteraktion übernimmt. Für die interne Kommunikation zwischen Engine und Frontend gibt es zwei weit verbreitete offene Schach-Kommunikationsprotokolle: das XBoard-Protokoll und das neuere Universal Chess Interface (UCI). Die Stellungen und Partien werden in proprietären Formaten oder im offenen Portable-Game-Notation-Format (PGN) gespeichert.

## Aktuelle Programme

### Graphische Schachfrontends
Schachprogramme stehen auf vielen Geräten und Betriebssystemen zur Verfügung.

Zur komfortablen Bedienung wird eine als Schach-Frontend bezeichnete Benutzeroberfläche benötigt. Hierzu kann beispielsweise das Programm XBoard genutzt werden. Es läuft unter den Betriebssystemen Microsoft Windows (unter dem Namen WinBoard), Unix/Linux und Amiga und wird zusammen mit GNU Chess ausgeliefert. Ein graphisches Java-basierendes Schach-Frontend mit Datenbankfunktionen ist das ebenfalls unter der GPL veröffentlichte José. Eine weitere beliebte Benutzeroberfläche unter Windows für mehr als 250 Schachprogramme ist Arena, die als Freeware verfügbar ist. Es gibt auch weitere Freeware, die sich für den Einsteiger eignet, so beispielsweise Arasan. Das Schach-Frontend von KDE ist Knights.

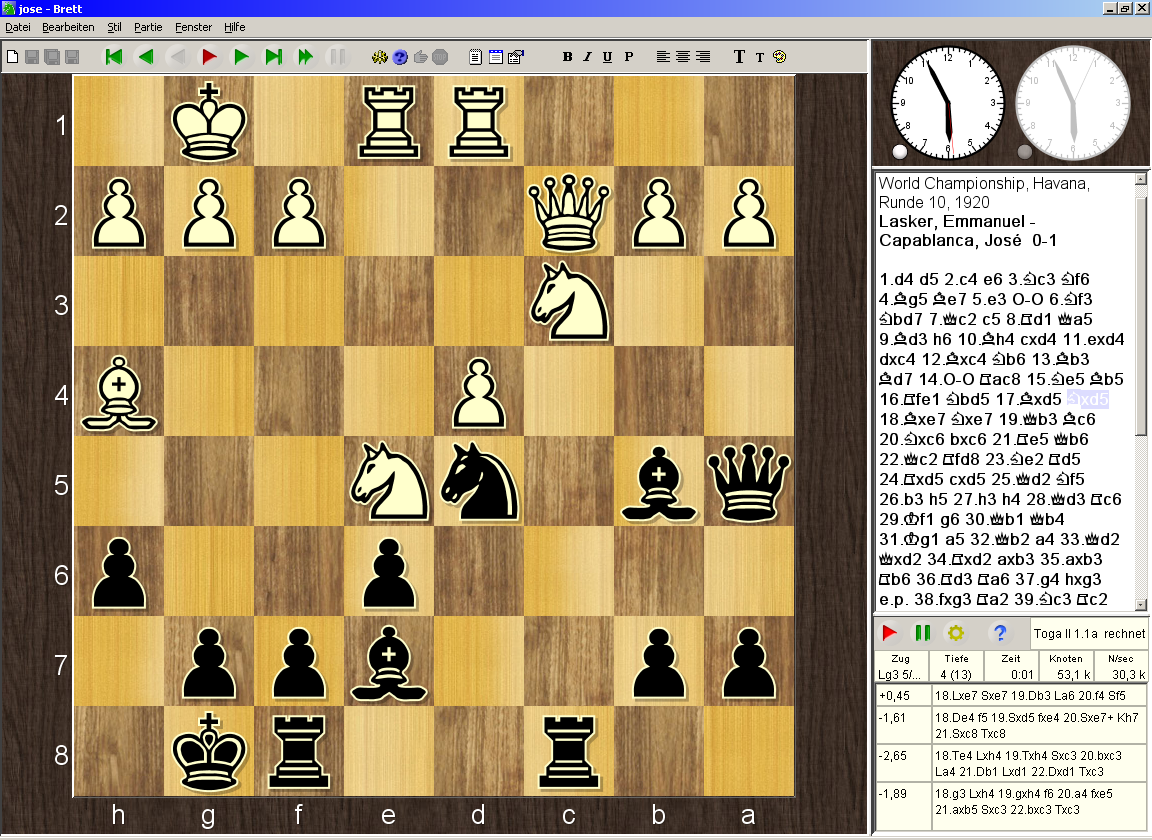
José-Schachdatenbank und Schach-Frontend

Inzwischen kann man hochklassiges Schach auch auf Mobiltelefonen, PDAs und sonstigen Handhelds spielen. Auf Palm-OS-basierten Geräten steht beispielsweise mit OpenChess ein freies Schachprogramm zur Verfügung, das die Auswahl zwischen mehreren Schachengines bietet.
Ambitionierte Spieler greifen oft zu kommerziellen Programmen, die neben dem reinen Schachspiel auch viele Zusatzmöglichkeiten bieten, wie beispielsweise Partieanalyse und Schachtraining. Sehr bekannt dürften die Programme Shredder und Fritz sein. Diese Programme werden unter anderem von der Hamburger Firma ChessBase vertrieben, die den (europäischen) Markt für professionelle Schachsoftware zunehmend beherrscht. 

### Engines
Seit Mitte der 2000er Jahre sind Schachengines stärker als menschliche Spieler. Sie werden seitdem häufiger zum Training genutzt oder mit speziellen Einstellungen, die die Spielstärke beschränken, genutzt. Beispielsweise Ufim bietet die Möglichkeit einer solchen Beschränkung.
Das Open-Source-Programm Stockfish ist für verschiedene Betriebssysteme mit 32-Bit- oder 64-Bit-Architektur verfügbar und zählt zu den spielstärksten Schachprogrammen überhaupt. Wegen seiner offenen Entwicklung steht Stockfish nicht in Verdacht, ein Plagiat zu sein. Es ist kostenlos erhältlich.
Die Spielstärke von Schachengines wird in eigenen Turnieren ermittelt und verglichen. In der Top Chess Engine Chess Championship dominieren seit Saison 9, also 2016 Stockfish und LCZero und lösten die Dominanz von Komodo und Houdini ab.

#### Anfänge und frühe Kontroversen
Eines der bekanntesten kostenlos erhältlichen Schachprogramme ist Crafty, ein Open-Source-Projekt von Robert Hyatt. Ein weiteres spielstarkes Schachprogramm ist Fruit, das bei der Weltmeisterschaft im Computerschach 2005 den zweiten Platz belegte. Bis zur Version 2.1 ist Fruit ebenfalls unter einer Open-Source-Lizenz erhältlich, genauso wie das ungefähr gleich starke Glaurung 2.1. Stockfish führt die Entwicklung von Glaurung Open Source fort.
Das kommerzielle Programm Houdini gehört seit Jahren zu den spielstärksten, ist allerdings umstritten. Der Programmierer des Schachprogramms Rybka behauptet, ihm sei Quelltext gestohlen worden und auf dieser Basis seien diverse, sehr spielstarke Schachprogramme (IPPOLIT-Familie) entstanden, darunter auch Houdini. Ein Beleg für diese Behauptung wurde – zumindest öffentlich – nicht erbracht. Dem Programmierer des Schachprogramms Rybka wiederum wird nachgesagt, sein Programm Rybka basiere auf Fruit. Aufgrund dieser Kontroversen wurde Houdini – ebenso wie einige andere Programme der Ippolit-Familie – von diversen Ranglistenbetreibern zeitweilig nicht gelistet. Im weiteren Verlauf wurde das Programm Rybka als Plagiat von Fruit eingestuft, wodurch Rybka alle Titel und Erfolge aberkannt wurden. Der Programmierer von Rybka wurde auf Lebenszeit für alle Computerschachturniere gesperrt. Houdini hingegen, das wiederum auf Rybka basieren soll, war dann anerkannt die stärkste Schach-Engine und wurde zusammen mit dem Frontend Aquarium bei den Schachweltmeisterschaften zur Analyse genutzt.
Seit 2005 sorgte das Programm Rybka für Schlagzeilen in Fachzeitschriften und Computerforen. Rybka hat ausgeprägte Fertigkeiten auf positionellem, schachstrategischem Terrain und ist damit der menschlichen Spielweise näher gekommen als die meisten anderen Schachprogramme. Rybka führte die wichtigsten Computerschach-Ranglisten mit 50–150 Punkten Vorsprung an. Schachgroßmeister wie Anand, Topalow oder Morosewitsch nutzten Rybka zur Analyse, inzwischen wird häufiger Stockfish, Critter oder Houdini eingesetzt.
Seit 2014 werden die Rankinglisten, die mittels Partien zwischen den Programmen ermittelt werden, vom kommerziellen Programm Komodo und der oben beschriebenen Open-Source-Entwicklung Stockfish Kopf an Kopf angeführt.

## Aufbau
Die Hauptbestandteile eines Schachprogramms sind der Zuggenerator, die Bewertungsfunktion und ein Programmteil zur Steuerung der Suche und der Auswahl des nächsten Zuges. Von der aktuellen Stellung (Spielsituation) ausgehend, führt das Programm eine iterative Tiefensuche durch. In jeder Iteration führt es verschiedene Zugfolgen der Reihe nach aus, bewertet die erreichten Stellungen (Blätter des Suchbaums) mit der Bewertungsfunktion, und von diesen Blattwerten ausgehend bewertet es nach dem Minimax-Prinzip die inneren Knoten des Suchbaums und damit auch die Züge, die jeweils zu einem Knoten führen. Nach der letzten Iteration spielt es den höchstbewerteten Zug im Wurzelknoten (der die aktuelle Stellung repräsentiert).
Ein wichtiges Merkmal eines Schachprogramms ist die Art der internen Brettdarstellung, derer sich alle anderen Bestandteile des Programms bedienen.

### Zuggenerator und interne Brettdarstellung
|   | a | b | c | d | e | f | g | h |   |
| 8 |   |   |   |   |   |   |   |   | 8 |
| 7 |   |   |   |   |   |   |   |   | 7 |
| 6 |   |   |   |   |   |   |   |   | 6 |
| 5 |   |   |   |   |   |   |   |   | 5 |
| 4 |   |   |   |   |   |   |   |   | 4 |
| 3 |   |   |   |   |   |   |   |   | 3 |
| 2 |   |   |   |   |   |   |   |   | 2 |
| 1 |   |   |   |   |   |   |   |   | 1 |
|   | a | b | c | d | e | f | g | h |   |

Das in allen folgenden Darstellungen verwendete Beispiel
Spielstellung nach: 1. e4 e5 2. Sc3
Der Zuggenerator erzeugt eine Liste aller in einer bestimmten Stellung legalen (regelkonformen) Züge (mögliche Bewegungen der Spielfiguren). In der Anfangsstellung sind 20 Züge möglich (16 Bauernzüge, 4 Springerzüge), im weiteren Spielverlauf kann man im Mittel mit etwa 40 legalen Zügen in jeder Stellung rechnen, im Endspiel weniger. Der Zuggenerator muss auch komplizierte Züge wie Rochaden, Bauernumwandlungen und En-passant-Schläge berücksichtigen.
In der Regel lässt man den Zuggenerator alle pseudolegalen Züge berechnen, d. h., die Königsregel wird nicht beachtet; z. B. könnte ein solcher Zug den König auf ein bedrohtes Feld ziehen. Der Zuggenerator wird dadurch erheblich einfacher und schneller. Die illegalen Züge werden später durch den Programmteil zur Steuerung der Suche aussortiert: Ein Zug war illegal, wenn die darauf folgende Zugliste einen Zug enthält, der den König schlägt.
Zur Kodierung der Figuren werden hier in den Beispielen folgende Ganzzahlen verwendet:
| Figur           | Kodierung | Kodierung |
| Figur           | Weiß      | Schwarz   |
| --------------- | --------- | --------- |
| Leeres Feld     | 0         | 0         |
| Bauer           | 1         | 2         |
| Turm            | 11        | 21        |
| Springer        | 12        | 22        |
| Läufer          | 13        | 23        |
| Dame            | 14        | 24        |
| König           | 10        | 20        |
| Ungültiges Feld | −1        | −1        |

Die Implementierung des Zuggenerators hängt eng mit der internen Brettdarstellung zusammen. Hier gibt es vier wichtige Vertreter:

#### 12×10-Darstellung
| −1 (0)  | −1 (1) | −1 (2) | −1 (3) | −1 (4) | −1 (5)   | −1 (6)   | −1 (7)   | −1 (8)   | −1 (…)   |
| −1 (10) | −1     | −1     | −1     | −1     | −1 (15)  | −1       | −1       | −1       | −1 (19)  |
| −1 (20) | 21     | 22     | 23     | 24     | 20       | 23       | 22 (27)  | 21       | −1       |
| −1      | 2      | 2      | 2      | 2      | 0 (35)   | 2        | 2        | 2        | −1 (39)  |
| −1      | 0      | 0      | 0      | 0      | 0        | 0 (46)   | 0        | 0 (48)   | −1       |
| −1      | 0      | 0      | 0      | 0      | 2        | 0        | 0        | 0        | −1       |
| −1      | 0      | 0      | 0      | 0      | 1        | 0        | 0        | 0        | −1       |
| −1      | 0      | 0      | 12     | 0      | 0        | 0        | 0        | 0        | −1       |
| −1      | 1      | 1      | 1      | 1      | 0        | 1        | 1        | 1        | −1       |
| −1      | 11     | 0      | 13     | 14     | 10       | 13       | 12       | 11       | −1       |
| −1      | −1     | −1     | −1     | −1     | −1       | −1       | −1       | −1       | −1       |
| −1      | −1     | −1     | −1     | −1 (…) | −1 (115) | −1 (116) | −1 (117) | −1 (118) | −1 (119) |

Das Spielbrett wird auf ein eindimensionales und 120 Elemente großes Array abgebildet. Der Index (Zahlen in Klammern) läuft in der Regel zeilenweise, hier von 0 (links oben) bis 119 (rechts unten). Zusätzlich zu den 64 gültigen Feldern enthält das Array Felder, die eine Figur beim Verlassen des Brettes erreichen würde und die quasi einen Rand um das reguläre Brett bilden. Auf diesen Randfeldern wird ein bestimmter Wert (hier −1) gespeichert, und wenn eine Figur auf ein Feld mit diesem Eintrag ziehen würde, heißt das, dass sie damit das Brett verlassen würde. Dies kann leicht abgefragt werden, da man ohnehin nachsehen muss, ob das Zielfeld von einer eigenen Figur besetzt ist, wodurch der Zug illegal wäre. Diese Technik macht den Zuggenerator einfach und schnell. Der linke und rechte Rand an jeder Seite muss nur ein Feld groß sein, denn ein Springer, der seitlich vom Brett zieht, landet immer entweder auf der linken oder der rechten Randreihe.
Durch Addition der folgenden Konstanten zu einem Feldindex lassen sich die möglichen Zielfelder für eine Figur auf diesem Feld bestimmen.
| Bewegung                                               | Konstanten                           |
| ------------------------------------------------------ | ------------------------------------ |
| Horizontale und vertikale Bewegung (Turm, Dame, König) | −10, −1, +1, +10                     |
| Diagonale Bewegung (Läufer, Dame, König)               | −11, −9, +9, +11                     |
| Bewegung wie ein Springer                              | −21, −19, −12, −8, +8, +12, +19, +21 |

Betrachten wir den schwarzen Springer auf Feld 27 (Sg8). Die Addition dieser Konstanten zu 27 ergibt die potentiellen Zielfelder: 6, 8, 15, 19, 35, 39, 46 und 48. Ist der Wert im Zielfeld −1, dann ist der Zug nicht möglich, da der Springer über den Rand ziehen würde. Ist der Wert 1 oder 10 bis 14, ist eine weiße Figur auf dem Feld, die geschlagen werden kann, und ist er gleich Null, ist ein Zug auf das leere Feld möglich. Der Springer kann hier also drei verschiedene Züge auf die Zielfelder 35, 46 und 48 ausführen, die der Zugliste hinzugefügt werden. Falls der Zuggenerator nur legale Züge – und nicht alle pseudolegalen – erzeugen soll, muss man noch beachten, ob der Springer gefesselt ist oder ein Schachgebot besteht, das man abwehren muss.
Ähnlich geht es mit den anderen Figurenarten. Die langschrittigen (Dame, Läufer, Turm) können ein besetztes Feld nicht überspringen. Nachdem ein solches erreicht wurde, ist in dieser Richtung kein weiterer Zug möglich und man geht zur nächsten Zugrichtung.
Während der Zuggenerator recht einfach aufgebaut und schnell ist, sind die statischen Bewertungsfunktionen langsamer.

#### 8×8-Darstellung
| 21 | 22 | 23 | 24 | 20 | 23 | 22 | 21 |
| 2  | 2  | 2  | 2  | 0  | 2  | 2  | 2  |
| 0  | 0  | 0  | 0  | 0  | 0  | 0  | 0  |
| 0  | 0  | 0  | 0  | 2  | 0  | 0  | 0  |
| 0  | 0  | 0  | 0  | 1  | 0  | 0  | 0  |
| 0  | 0  | 12 | 0  | 0  | 0  | 0  | 0  |
| 1  | 1  | 1  | 1  | 0  | 1  | 1  | 1  |
| 11 | 0  | 13 | 14 | 10 | 13 | 12 | 11 |

Die 8×8-Darstellung ist der menschlichen Sicht am nächsten. Das Programm GNU Chess verwendete sie bis Version 4. Das Brett wird, wie auch bei 12×10, als eindimensionales Array modelliert, hier mit Indexbereich 0 bis 63 (alternativ 1 bis 64). Ein zweidimensionales Array scheint näherliegend, ist aber langsamer, denn ein Feld muss hier mit zwei Zahlen (Reihe und Linie) bezeichnet werden, zu beiden muss bei der Zugerzeugung eine Konstante addiert werden, und beim Zugriff auf ein Feld ist die Adressberechnung mit zwei Indizes komplizierter.
Der Zuggenerator ist normalerweise komplexer und langsamer als bei der 12×10-Darstellung, da die Spezialfälle am Rand gesondert behandelt werden müssen. Die statische Bewertungsfunktion arbeitet allerdings effizienter, da Reihe und Linie, auf denen ein Feld liegt, mit schnellen Bitoperationen bestimmt werden können: UND-Verknüpfen des Index mit 7 ergibt die Linie und Rechtsschieben um 3 Bit die Reihe (bei zeilenweiser Felderanordnung und Indexbereich 0 bis 63). Beim 12×10-Brett muss man hingegen durch 10 dividieren. Die Bewertungsfunktion benötigt diese Information oft, z. B. zur Doppelbauern- oder Isolani-Erkennung.
Auch mit dem 8×8-Brett ist eine schnelle und einfache Zugerzeugung mittels Tabellenzugriff möglich, was aber den Speicherverbrauch erheblich erhöht. GNU Chess verwendet für jede Figurenart ein zweidimensionales Array nextpos mit 64 mal 64 Elementen, dessen Einträge vorab berechnet werden. Indiziert man es mit dem Ausgangsfeld f einer Figur und einem ihrer Zielfelder, liest man das nächste Zielfeld für die Figur daraus ab. nextpos(f,f) liefert das erste Zielfeld. Für die langschrittigen Figuren gibt es zusätzlich das Array nextdir, aus dem bei besetztem Zielfeld das nächste Zielfeld gelesen wird (erstes Feld in einer neuen Zugrichtung). Gibt es kein Zielfeld mehr, liefern beide wieder den Wert f.
Eine andere Möglichkeit ist ein dreidimensionales Array, das für alle Felder und Figurentypen alle Zielfelder enthält, die diese Figur von diesem Feld aus erreichen kann. Der dritte Index läuft über diese Zielfelder. Der Speicherverbrauch ist hier niedriger, besonders wenn man ein zweidimensionales Array von Zeigern verwendet, die jeweils auf ein Halden-Array passender Größe zeigen, entsprechend der unterschiedlichen Anzahl der Zielfelder. Die Einträge sind zweiteilig: Der erste Teil ist der Zielfeldindex und der zweite ist die Anzahl der im Array darauf folgenden Felder, die bei besetztem Zielfeld zu übergehen sind (oder direkt der nächste Index in das Array).

#### 0x88-Darstellung
Diese ist eine Weiterentwicklung der 8×8-Darstellung. Bei zeilenweiser Darstellung mit 16 Feldern je Zeile bildet der linke Bereich von 8 mal 8 Feldern das Schachbrett, der rechte Bereich von 8 mal 8 Feldern wird nicht verwendet. Wenn eine Figur über den Rand ziehen würde, erkennt man das durch bitweise UND-Verknüpfung des Zielfeldindex mit der Hexadezimalzahl 0x88 (= 136). Wenn das Ergebnis Null ist, bezeichnet der Feldindex ein gültiges Feld, anderenfalls würde die Figur das Brett verlassen. Reihe und Linie eines Feldes kann man ähnlich wie beim 8×8-Brett durch Rechtsschieben um 4 Bit bzw. UND-Verknüpfen mit 7 berechnen.
Bei dieser Darstellung kann man außerdem anhand der Indexdifferenz zweier Felder ermitteln, ob und mit welcher Figur ein Zug von einem zum anderen Feld möglich ist. Zum Beispiel ist ein Turmzug genau dann möglich, wenn die Differenz im Bereich -7 bis 7 oder ein Vielfaches von 16 ist. Mit der 8×8- oder 10×12-Darstellung geht das nicht, denn das Kriterium wird auch von Feldpaaren erfüllt, die keinen entsprechenden Zug zulassen. Die Felder h4 und a5 zum Beispiel haben dort eine Indexdifferenz kleiner 8, obwohl kein Turmzug möglich ist.

#### Bitboards
Manche modernen Schachprogramme, etwa Rybka, Crafty oder GNU Chess 5, verwenden Bitboards. Diese sind besonders effizient auf 64-Bit-Rechnerarchitekturen implementierbar, wo die Anzahl der Bits eines Registers/Worts mit der Anzahl der Felder übereinstimmt. Jede Bitposition in einem Wort ist einem Feld des Bretts zugeordnet, und durch das Bit an dieser Position wird eine Angabe über das entsprechende Feld gemacht.
Im folgenden Beispiel wird die Stellung nach den Zügen 1. e4 e5 2. Sc3 mit acht Registern von 64 Bit dargestellt. Das Register B enthält überall ein 1-Bit, wo ein Bauer (gleich welcher Farbe) auf dem entsprechenden Feld steht. Auch für die übrigen Figurenarten gibt es je ein Register. WEI und SCH geben an, wo sich eine weiße bzw. eine schwarze Figur befindet. Zur besseren Übersichtlichkeit sind Bits mit dem Wert 0 durch - wiedergegeben.
```
         Reihe     8        7        6        5        4        3        2        1
         Linie  abcdefgh abcdefgh abcdefgh abcdefgh abcdefgh abcdefgh abcdefgh abcdefgh
    Bitposition 63    56       48       40       32       24       16        8        0
 Registername   |      |        |        |        |        |        |        |        |
            |   |      |        |        |        |        |        |        |        |
Bauern      B   -------- 1111-111 -------- ----1--- ----1--- -------- 1111-111 --------
Türme       T   1------1 -------- -------- -------- -------- -------- -------- 1------1
Springer    S   -1----1- -------- -------- -------- -------- --1----- -------- ------1-
Läufer      L   --1--1-- -------- -------- -------- -------- -------- -------- --1--1--
Damen       D   ---1---- -------- -------- -------- -------- -------- -------- ---1----
Könige      K   ----1--- -------- -------- -------- -------- -------- -------- ----1---
Weiss     WEI   -------- -------- -------- -------- ----1--- --1----- 1111-111 1-111111
Schwarz   SCH   11111111 1111-111 -------- ----1--- -------- -------- -------- --------
```

Mit schnellen bitweisen Operationen kann man nun für alle Felder parallel Informationen über die Stellung berechnen. Zum Beispiel lassen sich durch die UND-Verknüpfung T & WEI alle Positionen der weißen Türme bestimmen, und ((B & SCH) >> 8) & ~(WEI | SCH) liefert ein Bitmuster mit den Feldern, auf die ein schwarzer Bauer mit einem Einzelschritt ziehen kann. Dabei bezeichnet >> die Bitverschiebung nach rechts (zum niederwertigen Ende), ~ die Negation und | die ODER-Verknüpfung.

### Bewertungsfunktionen
Die Bewertungsfunktion liefert die heuristische Bewertung einer Stellung, ohne die Nachfolgezüge zu bestimmen. Sie setzt sich aus einer materiellen und einer positionellen Komponente zusammen. Die positionelle Komponente ergänzt die materielle, da die Stärke der Spielfiguren auch von ihren Positionen untereinander abhängen. Vereinfachte Bewertungsfunktionen können auch von menschlichen Spielern ausgeführt werden, was allerdings nur eine historische Bedeutung hat. Computerprogramme zeigen sehr oft die Bewertung einer Spielsituation numerisch (in sogenannten Bauerneinheiten) an, wobei positive Werte Vorteile und negative Werte Nachteile für einen bestimmten Spieler bedeuten.

#### Material
Für die materielle Wertung werden für die auf dem Brett befindlichen Spielfiguren Werte addiert. Der ungefähre Wert der Figurenarten in 1⁄100 Bauerneinheiten ist in der folgenden Tabelle angegeben.
| Bauer | Springer | Läufer | Turm | Dame |
| ----- | -------- | ------ | ---- | ---- |
| 100   | 310      | 320    | 460  | 900  |

Dabei werden die weißen Figuren (bzw. die der am Zug befindlichen Partei) positiv gezählt und die schwarzen (bzw. die der nachziehenden Partei) negativ. Der König braucht nicht mitgezählt zu werden, da beide Parteien während des gesamten Spiels jeweils einen König haben.

#### Position
Die positionelle Wertung zu bestimmen, ist eine Aufgabe von größerer Komplexität, in der sich die verschiedenen Schachprogramme deutlich voneinander unterscheiden. Bei kommerziellen Programmen bleibt sie ein wohlgehütetes Geheimnis. Bei der positionellen Wertung wird versucht, Stellungen aufgrund von schachrelevanten Parametern zu bewerten. Schachrelevante Parameter lassen sich grob klassifizieren in Königssicherheit, Bauernstruktur, beherrschte und bedrohte Felder sowie Figurenentwicklung. So wird zum Beispiel eine Stellung, bei der die Türme noch eingeengt zwischen Springern und Bauern stehen, schlechter bewertet als eine, bei der die Türme schon auf offenen Linien stehen.
Innerhalb dieser Kategorien gibt es quasi beliebig viele Parameter (für Bauernstrukturen zum Beispiel Freibauer, Doppelbauer, Hebel, Widder, Isolani, Bauernketten; für Königssicherheit zum Beispiel: Kann der König leicht links oder rechts rochieren? Kann er im Zentrum bleiben? Sind Bauern vor dem König?). Es bietet sich an, diese Parameter zunächst wertneutral aus der gegebenen Stellung zu extrahieren. Schachprogrammierer stehen vor der Entscheidung, wie viel Rechenzeit sie für die positionelle Komponente einer ausgefeilten Bewertungsfunktion aufwenden sollen, und welche Parameter überhaupt einfließen sollen: Je tiefer die Schachprogramme den Suchbaum analysieren können, desto eher wird nämlich die Umwandlung positioneller Vorteile in materielle Vorteile sichtbar.

#### Statische Bewertungsfunktion
Kann ein Schachprogramm die Werte dieser Parameter pro Stellung effizient bestimmen, müssen diese untereinander gewichtet werden. Die Gewichtung der positionellen Komponente kann teilweise automatisch über das Analysieren von Schachdatenbanken oder durch Spiele gegen andere Schachprogramme erfolgen. Geschieht dies im Vorfeld der Programmentwicklung, spricht man von einer statischen Bewertungsfunktion. Einfach aufgebaute Bewertungsfunktionen verwenden für die positionelle Komponente Positionsgewichte für die sechs Spielfigurentypen, die aber für Eröffnung, Mittel- und Endspiel jeweils unterschiedlich ausfallen.
Die Bewertungsfunktion kann außer in Grenzfällen wie Endspielen oder Matt- oder Pattsituationen keine objektiv richtigen Ergebnisse liefern. Indem die Bewertungsfunktion die materielle und positionelle Komponente zu einer einzigen Bewertungszahl zusammenfasst, ermöglicht sie aber die Sortierung und Auswahl des „besten“ beziehungsweise „schlechtesten“ Zuges.
Klassischerweise wird der Algorithmus, der eine Stellung nach den einzelnen Kriterien bewertet, vom Programmierer explizit codiert. Heutige Programme bewerten hingegen die Stellungen oft mit einem neuronalen Netz, das mit einer großen Zahl von Teststellungen trainiert wird. Während der Zugberechnung bekommt es dann die jeweils zu bewertende Stellung (z. B. Blatt des Suchbaums) eingegeben und gibt die Bewertungszahl aus. Damit ein solches Programm schnell läuft, wird in der Regel Grafikhardware zur Auswertung des Netzes genutzt, die zur parallelen Berechnung der Zustände der Netzknoten (Neurone) gut geeignet ist. Manche Programme, beispielsweise Stockfish, nutzen ein NNUE (effizient aktualisierbares Netz). Bei geringen Änderungen an einer Stellung (etwa zurücknehmen eines Zugs und ausführen eines anderen) müssen hier nicht alle Knoten des Netzwerks neu ausgewertet werden, sondern nur einige, die von der Änderung betroffen sind. Dadurch kann es auch von einer CPU schnell ausgeführt werden.

#### Dynamische Bewertungsfunktion
In der Regel wird die Bewertungsfunktion vom Programmierer implementiert und während des Spieles nicht mehr verändert. Eine erweiterte Möglichkeit besteht darin, während des Spieles vergleichbare Stellungen aus einer Schachdatenbank zu ermitteln und so die Gewichtung der positionellen Parameter zu optimieren. Dies entspricht eher dem menschlichen Ansatz. Ein erfahrener Spieler berücksichtigt Kriterien wie Königssicherheit oder Freibauern auch unter Einbeziehung ihm bekannter Partien und deren Ergebnissen.

### Steuerung der Suche und Zugauswahl
Grundsätzlich basiert die Steuerung der Suche auf dem Spielbaum. Er enthält, beginnend bei der aktuellen Stellung (Wurzelknoten), alle Züge des Anziehenden, darauf wieder alle möglichen Antwortzüge des Nachziehenden und so weiter, jeweils bis zum Erreichen einer Endstellung (Matt, Patt, technisches Remis oder Stellungswiederholung). Der Spielbaum ist meist viel zu groß, um ihn vollständig durchzurechnen, deshalb beschränkt sich das Programm auf einen Teil davon (Suchbaum).
Im einfachsten Fall arbeitet das Programm nach der A-Strategie, d. h., es berechnet alle möglichen Zugfolgen bis zu einer bestimmten Tiefe (Zahl der aufeinanderfolgenden Züge), die durch die Rechenleistung und die verfügbare Zeit begrenzt wird. Jede dabei entstehende Stellung wird bewertet. Ist es keine Endstellung wie etwa ein Matt, wird die heuristische Bewertungsfunktion eingesetzt. Mit dem Minimax-Algorithmus werden die Züge in der Wurzelstellung bewertet und der höchstbewertete gespielt.
Da die Anzahl der zu untersuchenden Stellungen exponentiell mit der Tiefe wächst, andererseits eine höhere Tiefe eine entsprechende Spielstärkeverbesserung bringt, hat man in den rund 50 Jahren der Programmentwicklung ein ganzes Arsenal an Beschleunigungsmaßnahmen erfunden, die man in zwei Gruppen einteilen kann. Die einen versuchen, den Suchbaum durch allgemeine Algorithmen der Informatik zu verkleinern, so zum Beispiel:
- Alpha-Beta-Suche (Negamax-Verfahren)
- Hashtabelle zur Erkennung von Zugumstellungen
- Null-Zug-Suche

Die Alpha-Beta-Suche schneidet Teile des Suchbaums ab, die für die Ermittlung des höchstbewerteten Zuges im Wurzelknoten nicht betrachtet werden müssen. Diese Technik spart sehr viel: Bei guter Implementierung wird die erreichbare Tiefe annähernd verdoppelt.
Die begrenzte Rechentiefe lässt das Programm oft eine taktische Kombination übersehen. Um das zu mildern, vertieft man einzelne interessante Zugfolgen, zum Beispiel nach Schachgeboten oder Zügen, die die gegnerische Königsstellung schwächen, um Mattkombinationen leichter zu entdecken. Die sogenannte Recapture-Heuristik vertieft Zugfolgen, die einen Abtausch enthalten, um die Folgen des Tausches besser abschätzen zu können. Die Methode der singular extensions (deutsch „vereinzelte Erweiterungen“) vertieft die Suche für erzwungene (forcierte) Zugfolgen, also in Fällen, bei denen es für eine oder beide Seiten jeweils nur eine einzige „vernünftige“ Antwort gibt.
Weitere Techniken zur Beschleunigung sind die Verwendung vereinfachter Bewertungsfunktionen nach Zugfolgen, die als wenig sinnvoll eingeschätzt werden, sowie die inkrementelle Bewertung, die den Wert einer Stellung nicht immer neu berechnet, sondern bei Ausführung eines Zuges aktualisiert. Manche Programme erledigen einen Großteil der Bewertungsarbeit durch Analysieren der Wurzelstellung und speichern die Ergebnisse in Datenstrukturen, die dann die Blattbewertung erheblich vereinfachen und beschleunigen (z. B. Figuren-Felder-Tabellen).
Manche Programme berechnen nicht (oder nicht immer) alle Züge, die in einer Stellung möglich sind (B-Strategie). Die Werte der Züge werden heuristisch abgeschätzt, wonach nur die hoch bewerteten in den Suchbaum aufgenommen werden. Dadurch ahmt man das Verhalten eines menschlichen Spielers nach. Der Suchbaum wird erheblich kleiner, aber man riskiert, dass die Heuristik zuweilen einen guten Zug übersieht. Diese Verfahren sind sehr viel schwieriger zu implementieren als die A-Strategie. Auch lassen sie sich nicht ohne weiteres auf andere Spiele wie Go übertragen, denn die Kriterien der Zugauswahl sind dann völlig andere.
Man darf die Berechnung nicht abbrechen und die Blattbewertung durchführen, wenn die Partie gerade mitten in einem Abtausch ist, dies würde eine verzerrte Materialbilanz liefern. Hat eine Partei gerade eine gedeckte Figur geschlagen und wird hier bewertet, erhält man ein unechtes Materialübergewicht für diese Partei. Eine oft angewandte Abhilfe ist die sogenannte Ruhesuche (quiesence-search): In einer Blattstellung berechnet man noch alle Schlagzüge, und darauf wieder nur die schlagenden Antwortzüge usw., wobei meist noch die weniger aussichtsreichen Schlagzüge abgeschnitten werden, und außerdem wird die maximale Länge der Schlagzugfolgen begrenzt, damit das ganze nicht zu viel Zeit braucht. In jeder so erreichten Stellung erfolgt die Blattbewertung durch die heuristische Bewertungsfunktion, und der Wert der Stellung ist das Maximum aus dem Blattwert und den Werten der Schlagzüge. Der Blattwert steht für die Werte der nicht schlagenden Züge, denn es kann sein, das jeder Schlagzug ein Fehler wäre und es am besten ist, nicht zu schlagen.

### Bibliotheken und Datenbanken

#### Eröffnungsbibliothek
Schach wird im Wettkampf auf Zeit gespielt, das heißt, für eine Anzahl von Zügen steht nur eine definierte Zeit zur Verfügung. Viele Schachprogramme sind daher mit einer Eröffnungsbibliothek ausgestattet, in der sehr viele „gute“ Zugreihenfolgen in der Eröffnungsphase von Schachspielen abgespeichert sind. In der Anfangsphase des Schachspiels sieht das Programm in dieser Bibliothek nach, welcher Zug in einer bestimmten Brettstellung der geeignetste ist. Dieses „Nachsehen“ geht schneller, als den Zug auszurechnen. Die so gesparte Rechenzeit steht dem Programm dann in späteren Phasen des Spiels zur Verfügung. Das Verfahren, Brettstellungen einschließlich der „guten“ Züge abzuspeichern, ist nur für Eröffnung und Endspiel sinnvoll, da hier die Anzahl der Brettstellungen noch überschaubar ist. Eröffnungsbibliotheken kommerziell erhältlicher Programme weisen einen immer größer werdenden Umfang auf. Sie werden meist aus Meisterpartien generiert. Dies birgt die Gefahr, dass auch unbemerkte Fehler übernommen werden, die das Programm aus eigener Berechnung nicht spielen würde.
Einen großen Anteil an der Spielstärke hat die Abstimmung der Eröffnungsbibliothek auf die später in der Partie genutzte Bewertungsfunktion.

#### Endspieldatenbank
Im Endspiel, wenn nur noch wenige Figuren auf dem Brett sind, kann man den optimalen Zug im Vorhinein durch vollständige Analyse (Brute-Force-Methode) berechnen. Es gibt nicht wenige Endspielstellungen, in denen das menschliche Denken, aber auch die Computeranalyse in Echtzeit völlig überfordert wären. Viele Schachprogramme verwenden deshalb Endspieldatenbanken, die alle möglichen Stellungen mit 3, 4, 5, 6 oder sogar 7 Steinen sowie deren Ausgang (bei optimalem Spiel) enthalten. Das Erstellen von Endspiel-Datenbanken geht auf Ken Thompson zurück. Die ersten Sechssteiner wurden 1991 von Lewis Stiller vollständig berechnet, seit 2012 sind alle Siebensteiner erfasst.

#### Schachdatenbank
Schachdatenbanken enthalten gespielte Partien. Sie helfen zum Beispiel beim Studium von Eröffnungen und bei der Vorbereitung auf die nächsten Gegner.
Für Schachprogramme lassen sich aus dem Datenbestand Eröffnungsbibliotheken generieren. Auch ist es möglich, während der Partie vergleichbare Stellungen aus einer Schachdatenbank zu ermitteln und unter Berücksichtigung des dort verzeichneten Partieverlaufs positionelle Bewertungsparameter (siehe oben) zu optimieren (dynamische Bewertungsfunktion).

## Geschichte
Die Geschichte des Schachprogramms hängt sehr eng mit der Geschichte des Schachcomputers zusammen und lässt sich zumeist nicht getrennt behandeln. Hier werden lediglich Entwicklungen der grundlegenden Algorithmen beschrieben. Zu den in den letzten Jahren medienwirksam ausgetragenen Wettbewerben mit Weltklassespielern siehe Schachcomputer im Spiel gegen Menschen.

### Konrad Zuse
In den Jahren 1942 bis 1945 schrieb Konrad Zuse das weltweit erste Schachprogramm in seiner neu entwickelten Programmiersprache, dem Plankalkül. Erstmals implementiert wurde die Sprache aber erst in den 1970ern.

### Alan Turing
Der britische Mathematiker und Codeknacker Alan Turing entwickelte ein Verfahren, das jedem möglichen Zug einen Wert zuweist. So sollte immer der jeweils beste Zug errechnet werden. Turings Schachprogramm basierte auf folgenden Grundsätzen:
- Jede Figur erhielt einen bestimmten Wert: Bauer = 1; Springer = 3; Läufer = 3,5; Turm = 5; Dame = 10 und König = 1000 (damit dieser niemals geopfert werden konnte).
- Alle weißen Züge und alle schwarzen Gegenzüge wurden untersucht. Wenn Weiß einen Schlagzug ausführen konnte, dann wurden alle Schlagzüge des Gegners, alle darauffolgenden weißen Schlagzüge usw. untersucht, bis die Stellung „tot“ war, das heißt, bis es keine weiteren Schlagzüge und kein Matt gab. In den entstehenden Stellungen wurde eine Figurenzählung durchgeführt und der Zug gewählt, der das meiste Material gewann bzw. am wenigsten verlor. Da jedoch, besonders in der Eröffnungsphase, die meisten zur Auswahl stehenden Züge das gleiche Ergebnis (nahe Null) lieferten, führte Turing auch einige positionelle Bewertungskriterien ein, wie Mobilität (Zugmöglichkeiten), Schlagmöglichkeit, Rochade oder Mattdrohung.

|   | a | b | c | d | e | f | g | h |   |
| 8 |   |   |   |   |   |   |   |   | 8 |
| 7 |   |   |   |   |   |   |   |   | 7 |
| 6 |   |   |   |   |   |   |   |   | 6 |
| 5 |   |   |   |   |   |   |   |   | 5 |
| 4 |   |   |   |   |   |   |   |   | 4 |
| 3 |   |   |   |   |   |   |   |   | 3 |
| 2 |   |   |   |   |   |   |   |   | 2 |
| 1 |   |   |   |   |   |   |   |   | 1 |
|   | a | b | c | d | e | f | g | h |   |

Stellung nach dem 29. Zug
Da es zu der Zeit noch keine geeigneten programmierbaren Rechenmaschinen gab, musste Turing jeden Zug von Hand auf Papier selbst ausrechnen, was einen hohen Zeitaufwand bedeutete. Pro Zug musste er ca. 30 Minuten aufwenden. Immerhin wurde das Funktionsprinzip augenfällig, nach dem im Grunde auch alle heutigen Schachprogramme noch arbeiten. Die erste Partie seiner „Papiermaschine“ fand im Jahr 1952 statt und soll hier beispielhaft aufgeführt werden:
Turings Papiermaschine – Alick Glennie, Manchester, 1952
1. e4 e5 2. Sc3 Sf6 3. d4 Lb4 4. Sf3 d6 5. Ld2 Sc6 6. d5 Sd4 7. h4 Lg4 8. a4 Sxf3+ 9. gxf3 Lh5 10. Lb5+ c6 11. dxc6 0–0 12. cxb7 Tb8 13. La6 Da5 14. De2 Sd7 15. Tg1 Sc5 16. Tg5 Lg6 17. Lb5 Sxb7 18. 0–0–0 Sc5 19. Lc6 Tfc8 20. Ld5 Lxc3 21. Lxc3 Dxa4 22. Kd2 (22. h5 hätte den Läufer erobert.) 22. … Se6 23. Tg4 Sd4 (23. … Txb2 24. Lxb2 Txc2+) 24. Dd3 Sb5 25. Lb3 Da6 26. Lc4 Lh5 27. Tg3 Da4 28. Lxb5 Dxb5 29. Dxd6 Td8 0:1
Zur „Papiermaschine“ gibt es auch Implementierungen für heutige Computer.

### Claude Shannon
In den Bell Laboratories hielt Claude Shannon am 9. März 1949 einen für die Entwicklung von Schachprogrammen entscheidenden Vortrag. Er beschrieb dort die interne Brettdarstellung, die Baumsuche, die Bewertungsfunktion sowie die Zugsuche mit Hilfe des Minimax-Algorithmus. Er gab auch schon zwei verschiedene Strategien zur Bestimmung des besten Zuges an: A-Strategie und B-Strategie.

### Dietrich Prinz
Dietrich Günther Prinz von der Universität Manchester hat im November 1951 für den Ferranti-Mark-I-Computer (GB) ein Programm erstellt, das eine zweizügige Mattaufgabe in 15 Minuten löste. Das Programm gilt als erstes Löseprogramm der Schachgeschichte.

### John von Neumann
| \| \| a \| b \| c \| d \| e \| f \| \| \| 6 \| \| \| \| \| \| \| 6 \| \| 5 \| \| \| \| \| \| \| 5 \| \| 4 \| \| \| \| \| \| \| 4 \| \| 3 \| \| \| \| \| \| \| 3 \| \| 2 \| \| \| \| \| \| \| 2 \| \| 1 \| \| \| \| \| \| \| 1 \| \| \| a \| b \| c \| d \| e \| f \| \| |    |    |    |    |    |    |   |
| Grundstellung |    |    |    |    |    |    |   |
| | a  | b  | c  | d  | e  | f  |   |
| 6 | a6 | b6 | c6 | d6 | e6 | f6 | 6 |
| 5 | a5 | b5 | c5 | d5 | e5 | f5 | 5 |
| 4 | a4 | b4 | c4 | d4 | e4 | f4 | 4 |
| 3 | a3 | b3 | c3 | d3 | e3 | f3 | 3 |
| 2 | a2 | b2 | c2 | d2 | e2 | f2 | 2 |
| 1 | a1 | b1 | c1 | d1 | e1 | f1 | 1 |
| | a  | b  | c  | d  | e  | f  |   |

John von Neumann klassifizierte das Schachspiel in seiner Spieltheorie als Zwei-Personen-Nullsummenspiel mit vollständiger Information. Diese Klasse von Problemen (dazu gehört auch Tic-Tac-Toe) kann mit dem Minimax-Algorithmus gelöst werden. Schach ist jedoch zu komplex, um den Suchbaum vollständig abarbeiten zu können. Schachprogramme sind deshalb auf Näherungsverfahren angewiesen.
Das Schachprogramm von John von Neumann wurde Mitte der 1950er Jahre fertiggestellt und lief auf dem 1950 aufgestellten Röhrenrechner MANIAC I. Zur Vereinfachung wurde nur auf einem 6×6-Brett gespielt. Das Programm spielte insgesamt drei Partien: die erste gegen sich selbst, eine weitere verlor es gegen einen starken Schachspieler, obwohl dieser ihm eine Dame vorgab, und die dritte gewann es gegen eine junge Frau, die erst seit einer Woche Schach spielte und extra für dieses Spiel trainiert hatte.
| \| \| a \| b \| c \| d \| e \| f \| \| \| 6 \| \| \| \| \| \| \| 6 \| \| 5 \| \| \| \| \| \| \| 5 \| \| 4 \| \| \| \| \| \| \| 4 \| \| 3 \| \| \| \| \| \| \| 3 \| \| 2 \| \| \| \| \| \| \| 2 \| \| 1 \| \| \| \| \| \| \| 1 \| \| \| a \| b \| c \| d \| e \| f \| \| |    |    |    |    |    |    |   |
| Stellung nach dem 21. Zug |    |    |    |    |    |    |   |
| | a  | b  | c  | d  | e  | f  |   |
| 6 | a6 | b6 | c6 | d6 | e6 | f6 | 6 |
| 5 | a5 | b5 | c5 | d5 | e5 | f5 | 5 |
| 4 | a4 | b4 | c4 | d4 | e4 | f4 | 4 |
| 3 | a3 | b3 | c3 | d3 | e3 | f3 | 3 |
| 2 | a2 | b2 | c2 | d2 | e2 | f2 | 2 |
| 1 | a1 | b1 | c1 | d1 | e1 | f1 | 1 |
| | a  | b  | c  | d  | e  | f  |   |

MANIAC I – Mensch, Los Alamos, 1956:
(6×6-Brett ohne Läufer, kein Doppelschritt oder Rochade)
1. d3 b4 2. Sf3 d4 3. b3 e4 4. Se1 a4 5. bxa4 (5. Sd2 nebst 6. Sc4+ Sxc4 7. bxc4 mit gutem Spiel) 5. … Sxa4 6. Kd2 Sc3 7. Sxc3 bxc3+ 8. Kd1 f4 9. a3 Tb6 10. a4 Ta6 11. a5 Kd5 12. Da3 Db5 13. Da2+ Ke5 14. Tb1 Txa5 15. Txb5 Txa2 16. Tb1 (Um 16. … Ta1 matt zu verhindern) 16. … Ta5 17. f3 Ta4 18. fxe4 c4 19. Sf3+ Kd6 20. e5+ Kd5 21. exf6D 21. … Sc5 (22. Dxd4+ Kc6 23. Se5 matt.) 1:0
Zum ersten Mal hat ein Mensch gegen ein Schachprogramm verloren. Diese vereinfachte Schachvariante wird auch Los Alamos Chess genannt.
1957 implementierte der IBM-Angestellte Alex Bernstein auf einer IBM 704 ein Schachprogramm, das nach den Standardregeln spielte. Es selektierte in jeder Stellung die sieben plausibelsten Züge und führte eine Suche von 4 Halbzügen durch, was ungefähr 8 Minuten Rechenzeit erforderte. Bernstein erhielt bei der Entwicklung Unterstützung durch den amerikanischen Großmeister Arthur Bisguier. Das Programm verlor chancenlos gegen den Schachmeister Edward Lasker, der dem Computer jedoch ein passables Amateurniveau bescheinigte.
1958 wurde die Alpha-Beta-Suche von Allen Newell, John Clifford Shaw und Herbert A. Simon entdeckt und brachte einen gewaltigen Leistungsschub.

### Richard Greenblatt
|   | a | b | c | d | e | f | g | h |   |
| 8 |   |   |   |   |   |   |   |   | 8 |
| 7 |   |   |   |   |   |   |   |   | 7 |
| 6 |   |   |   |   |   |   |   |   | 6 |
| 5 |   |   |   |   |   |   |   |   | 5 |
| 4 |   |   |   |   |   |   |   |   | 4 |
| 3 |   |   |   |   |   |   |   |   | 3 |
| 2 |   |   |   |   |   |   |   |   | 2 |
| 1 |   |   |   |   |   |   |   |   | 1 |
|   | a | b | c | d | e | f | g | h |   |

Mattstellung nach dem 37. Zug
Das erste Programm, das an menschlichen Turnieren teilnahm, war Mac Hack, das von 1965 bis 1967 von Richard Greenblatt am MIT entwickelt wurde.
Hubert Dreyfus – MacHack, MIT, 1967
1. e4 e5 2. Sf3 Sc6 3. Lc4 Sf6 4. Sc3 Lc5 5. d3 0–0 6. Sg5 Sa5 7. Ld5 c6 8. Lb3 Sxb3 9. cxb3 h6 10. Sh3 d5 11. exd5 Lg4 12. f3 Lxh3 13. gxh3 Sxd5 14. Sxd5 Dxd5 15. Ld2 Dxd3 16. b4 Le7 17. Tg1 e4 18. fxe4 Lh4+ 19. Tg3 Lxg3+ 20. hxg3 Dxg3+ 21. Ke2 Dxh3 22. Dg1 h5 23. Lc3 g6 24. Df2 h4 25. Df6 Dg4+ 26. Kd2 Tad8+ 27. Kc2 Dxe4+ 28. Kb3 De6+ 29. Dxe6 fxe6 30. Th1 Tf4 31. Le1 Tf3+ 32. Ka4 h3 33. b5 Td4+ 34. b4 cxb5+ 35. Kxb5 Ta3 36. Kc5 Td5+ 37. Kc4 b5# 0:1
Von 1967 bis 1970 kam es zu einem Boom in der Schachprogrammierung, der in die erste Computerschach-Meisterschaft der Geschichte mündete, die von der Association for Computing Machinery (ACM) ausgetragen wurde. Sieger war Chess 3.0.

### Peter Jennings
Peter Jennings entwickelte 1976 Microchess für den KIM-1-Heimcomputer. Das Programm wurde bis 1979 über 50.000-mal verkauft und war damit das erste kommerziell erfolgreiche Mikrocomputerprogramm. Aufgrund des nur 1152 Bytes großen RAM-Speichers waren Rochade, En passant und Bauernumwandlung nicht implementiert.

### Ken Thompson
Ken Thompson entwickelte 1979 die berühmte Schachmaschine Belle, die mit einer Eröffnungsbibliothek und Hashtables arbeitete.

### Feng-hsiung Hsu
Das erste Computerprogramm, das einen amtierenden Schachweltmeister in einer regulären Turnierpartie schlug, war Deep Blue. Entwickelt von IBM aufgrund einer Anregung und unter der Leitung des jungen Informatikers Feng-hsiung Hsu, besiegte dieses Programm am 10. Februar 1996 auf einer angepassten und auf Schach optimierten Computerhardware, die ebenfalls von IBM stammte, den damaligen Weltmeister Garri Kasparow in einer dadurch berühmt gewordenen Partie. Den Wettkampf konnte Garri Kasparow noch mit 4:2 für sich entscheiden. Eine verbesserte Version von Deep Blue nahm allerdings am 11. Mai 1997 auch diese Hürde und errang in einem zweiten Wettkampf mit der sechsten Turnierpartie den Gesamtsieg über Kasparow mit 3,5:2,5. Deep Blue wurde nach dem spektakulären Sieg demontiert und eingemottet. Die Entstehung des Programms wurde später vom Erfinder in einem Buch beschrieben.

### Chrilly Donninger und Ulf Lorenz
Der Erste, der sich nach Deep Blue wieder auf den Bau spezialisierter Schachhardwarekomponenten als Basis für ein Schachprogramm verlegte, war der österreichische Schachprogrammierer „Chrilly“ Donninger, der zuvor jahrelang mit seinem PC-Programm an Computerschachturnieren teilgenommen hatte. Er entwarf ab 2002 einen Schachcomputer mit von ihm selbst modifizierter Hardware, den er zunächst Brutus nannte. Geldgeber ChessBase zog seine Unterstützung dafür aber nach dem schlechten Abschneiden bei einem Turnier 2003 in Graz zurück; Christian Donninger und Ulf Lorenz verfolgten das Projekt zunächst auf eigene Faust unter dem neuen Namen Hydra weiter. 2004 fanden Donninger und Lorenz einen neuen Sponsor aus den arabischen Emiraten, PAL Computer Systems. Noch im selben Jahr schlug Hydra den damaligen Computerweltmeister Shredder. Im Juni 2005 fand gegen den britischen Großmeister Michael Adams, damals Siebter der Weltrangliste, ein Wettkampf unter Turnierbedingungen statt, den Hydra überlegen mit 5,5:0,5 gewann. Dies entspricht einer Turnierperformance von über 3100 Elo-Punkten, so viel, wie bisher kein Mensch erreicht hat. In dieser Version mit 64 Prozessoren galt Hydra seinerzeit als stärkstes schachspielendes DV-System der Welt.

## Aktuelle Entwicklungen
Die Schachprogrammierung hat in den letzten Jahren durch den Einsatz moderner Technologien und Algorithmen enorme Fortschritte gemacht. Die Verteilung des Rechenaufwandes auf viele einzelne Teilprozesse, die parallel ablaufen können und so Multi-Prozessor-Systeme sinnvoll nutzen, bleibt aufgrund der Komplexität der Baumsuche weiterhin eine Herausforderung. Allerdings nutzen moderne Schachprogramme wie Stockfish mittlerweile fortschrittliche Parallelisierungsstrategien und profitieren von der Leistungsfähigkeit moderner Hardware.
Auf dem Sektor herkömmlicher PC-Schachprogramme hat sich die parallele Nutzung mehrerer Prozessorkerne bereits seit Jahren etabliert. „Deep-Versionen“ von Engines wie Fritz und Komodo nutzen mehrere Prozessorkerne effizient und sind weit verbreitet. Diese Entwicklung wurde durch die Verfügbarkeit von Mehrkernprozessoren und 64-Bit-Betriebssystemen unterstützt, was zu schnelleren und stärkeren Engines geführt hat.
Ein weiterer bedeutender Trend ist die Nutzung von Künstlicher Intelligenz und maschinellem Lernen in Schachprogrammen. Leela Chess Zero (LCZero) ist ein prominentes Beispiel, das auf neuronalen Netzwerken basiert und durch selbstständiges Spielen seine Stärke entwickelt hat. Seit einigen Jahren haben auch andere Engines, wie beispielsweise Stockfish, maschinelles Lernen integriert, um ihre Spielstärke weiter zu verbessern. Hier ist die Implementierung spezieller neuronaler Netzwerke bemerkenswert, die – anders als zuvor allgemein üblich – nicht auf Grafikprozessoren (GPU) angewiesen sind, sondern bereits auf den zahlreichen Kernen des Zentralprozessors (CPU) eines Computers effizient laufen (siehe auch: Efficiently Updatable Neural Network NNUE, deutsch „Effizient aktualisierbares neuronales Netz“). Hierdurch wurde ein weiterer bedeutender Sprung in der Spielstärke von Schachprogrammen erreicht, gegen die der Mensch inzwischen völlig chancenlos ist.
Ein weiterer wichtiger Trend besteht in der expliziten Nutzung der vielen GPUs, die moderne Grafikkarten in Hülle und Fülle zur Verfügung stellen (siehe auch: Compute Unified Device Architecture, „Einheitliche Gerätearchitektur für Computer“) anstelle von oder in Ergänzung zur CPU. Dies ermöglicht eine deutlich schnellere Verarbeitung der riesigen Datenmengen, die für das Training neuronaler Netzwerke benötigt werden. Engines wie LCZero profitieren stark von dieser Hardware, was sie noch leistungsfähiger macht.
Zusätzlich haben Online-Plattformen und Cloud-Computing die Art und Weise verändert, wie Schachprogramme eingesetzt werden. Plattformen wie Lichess und Chess.com bieten leistungsstarke Engines zur Analyse und für Turnierspiele, die auf ihren Servern laufen und somit die Rechenleistung der Nutzergeräte schonen.
Zusammengefasst zeigen diese Entwicklungen, dass die Schachprogrammierung durch den Einsatz von Künstlicher Intelligenz, maschinellem Lernen und leistungsstarker Hardware wie GPUs neue Höhen erreicht hat. Schachprogramme sind heutzutage stärker und effizienter als je zuvor, was die Zukunft dieses spannenden Forschungsgebiets vielversprechend macht.

## Wettbewerbe
Es gibt verschiedene Wettbewerbe, bei denen sich Schachprogramme in ihrer Spielstärke gegenseitig messen, selten auch gegen menschliche Schachspieler. Einer der wichtigsten ist die seit 1974 ausgetragene (offene) Computerschachweltmeisterschaft, die World Computer Chess Championship (WCCC), die für alle Arten von Hard- und Software offensteht. Die älteste Veranstaltung war die von 1970 bis 1994 ausgetragene North American Computer Chess Championship (NACCC). Darüber hinaus gab es von 1980 bis 2001 eine spezielle Schachweltmeisterschaft nur für Mikrocomputer, die World Microcomputer Chess Championship (WMCCC).

## Elo-Zahlen
| Rang | Name                  | Punkte |
| ---- | --------------------- | ------ |
| 1    | Stockfish 12 NNUE x64 | 3573   |
| 2    | Komodo Dragon x64     | 3564   |
| 3    | Booot 6.4 x64         | 3370   |
| 4    | Deep Shredder 13 x64  | 3356   |
| 5    | Vajolet2 2.8 x64      | 3297   |
| 6    | Arasan 21.2 x64       | 3282   |
| 7    | Wasp 4 x64            | 3257   |
| 8    | Deep Hiarcs 14        | 3220   |
| 9    | Deep Rybka 4 x64      | 3199   |
| 10   | Chiron 3.01 x64       | 3177   |

Auch Schachprogrammen kann man eine Elo-Zahl geben, die ihre Spielstärke beschreibt. Zum Vergleich: Ein Schachweltmeister von heute bewegt sich im Bereich um Elo 2850. Die Elo-Zahlen in Computer-Ranglisten sind aber nicht ohne weiteres mit denen menschlicher Schachspieler zu vergleichen, da sie praktisch ausschließlich durch Partien zwischen Computern ermittelt wurden. Hinsichtlich der absoluten Größe der Wertungszahlen fehlt eine Kalibrierung zwischen Leistungsskalen menschlicher Meisterspieler und jenen von Schachprogrammen; diese würde sehr zahlreiche ernste Wettkampfpartien zwischen beiden Spielergruppen erfordern. D. h., das Zahlenniveau in reinen Computerwertungslisten muss notgedrungen von einer plausiblen oder praxisgeeigneten Annahme ausgehen, und die konkreten Resultate der Programme gegeneinander bestimmen lediglich die Rangfolge und die Abstände zwischen ihren Wertungszahlen.
Wegen der grundsätzlich unterschiedlichen Methoden von Menschen und Computerprogrammen beim Schachspiel ist eine hohe Spielstärke gegen ein anderes Schachprogramm nicht zwingend gleichbedeutend mit entsprechend besserer Leistung gegenüber einem menschlichen Gegner. Wettbewerbe von Schachprogrammen untereinander sagen daher nur bedingt etwas über die Spielstärke gegen Menschen aus. Jedoch hat die Praxis gezeigt, dass eine hohe Spielstärke gegen Programme in der Regel auch eine hohe Spielstärke gegen Menschen bedeutet. Das Programm Rybka hat gegen verschiedene Großmeister – teilweise mit einem Bauern Vorgabe – gewinnen können. Andere Programme sind inzwischen noch spielstärker.
Eine Bewertung der Spielstärke von Schachprogrammen und Schachcomputern ist darüber hinaus auch mit Hilfe einer festgelegten Reihe von Schachproblemen möglich. Zum Beispiel besteht ein als BT2450 bezeichneter Test aus 30 Stellungen, zu denen der jeweilige Lösungszug zu finden ist. Aus den dafür benötigten Zeiten für alle Stellungen wird ein BT2450-Testwert berechnet, der mit der Elo-Zahl von menschlichen Spielern begrenzt vergleichbar ist. Es gibt inzwischen weitere, zum Teil umfangreichere und/oder schwierigere Tests, die innerhalb der Computerschach-Community erstellt und angewandt werden.